# Teagan Presley
Teagan Presley, nome artístico de Ashley Erickson (The Woodlands, 24 de julho de 1985) é uma atriz pornográfica e modelo erótica americana.

## Biografia
Teagan é a mais velha de seis irmãos (três homens e três mulheres). Quando tinha sete anos começou a treinar dança e ginástica.
Mudou-se para o sul da Califórnia aos dez anos onde teve aulas na Joffrey Ballet e chegou a ser aceita na American Ballet Theater. Aos quinze anos representou os Estados Unidos em eventos internacionais de ginástica e dança na Alemanha e Dinamarca e em muitos outros eventos estado-unidenses como o Star Power Talent Competition e Showstopper American Dance Championships. Teagan competiu nacionalmente até se formar no segundo grau.

## Carreira
Sua primeira participação em um filme pornô foi no Just Over Eighteen 10 da produtora Red Light District Video em janeiro de 2004.
Até o momento participou em mais de 140 filmes, a maioria praticando sexo anal.

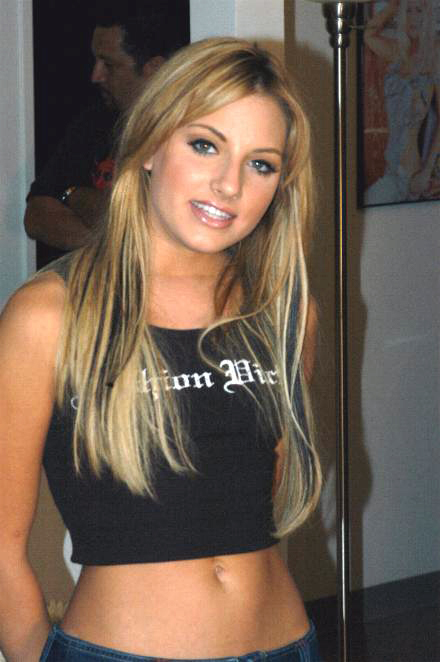
Presley in 2004

No final de 2004, firmou contrato exclusivo de três anos com o estúdio Digital Playground e também fez implantes de silicone, além de uma cirurgia estética no nariz.
Em julho de 2008, ela anunciou que teria seus implantes mamários substituídos e que ela os estaria leiloando no eBay, com 20% [citação necessário] dos rendimentos indo para Susan G. Komen for the Cure, os lucros restantes iriam financiar seus casos de divórcio e custódia. Ela também anunciou que deixaria completamente de realizar cenas de sexo de boy/girl.
Em outubro de 2008, Presley foi eleita Best Feature Dancer pela revistas Nightmoves. Em novembro de 2008, ela foi nomeada a Penthouse Pet of the Month de janeiro de 2009.
Em 2010, ela foi nomeada pela Maxim como uma das 12 principais estrelas femininas do pornô.
A atriz aposentou-se em 2013.
Em novembro de 2017, ela assinou um contrato com a rede Brazzers e voltou a atuar como profissional na indústria porno.

## Outras aparições
Fez aparições na televisão participando do programa Howard Stern Show juntamente com outra atriz pornô chamada Cytherea. Em 2005 apareceu  no programa Pussy Patrol da emissora HBO.

## Família
Em 11 de novembro de 2005 deu à luz uma filha de nome Jordan. Em abril de 2007 anunciou que casaria com o também ator Tyler Durden, conhecido como Tyler Wood e em maio de 2007 deu à luz sua segunda filha.

## Prêmios

### XRCO
- 2005: Best New Starlet[11]
- 2005: Teen Cream Dream[11]
- 2005: Best 3-Way – Flesh Hunter 7[11]
- 2006: Participação em Pirates, categoria Best Epic e Best Release
- 2009: Best Cumback[12]

### Outros
- 2004: Rog Reviews Critic's Choice Award – Best Newbie
- 2004: CAVR Award – Starlet of the Year
- 2004: F.O.X.E. Award – Vixen
- 2004: Adam Film World Award – Best New Starlet
- 2007: F.A.M.E. Award – Favorite Ass[13]
- 2008: Night Moves Adult Entertainment Award – Best Feature Dancer, Editors' Choice[14]
- 2009: AVN Award – Best Solo Sex Scene – Not Bewitched XXX[15]
- 2009: F.A.M.E. Award – Favorite Ass[16]
- 2009: Exotic Dancer Awards – Adult Movie Feature of the Year[17]
- 2009: Nightmoves – Best Feature Dancer[18]
- 2010: AVN Award – Best All-Girl Group Sex Scene – Deviance (Eva Angelina, Teagan Presley, Sunny Leone & Alexis Texas)[19]
- 2010: AVN Award – Best Solo Sex Scene – Not the Bradys XXX[19]
- 2010: XBIZ Award – Female Porn Star of the Year (People's Choice)[20]
- 2010: F.A.M.E. Award – Hottest Body[21]